# アトラス (建築)

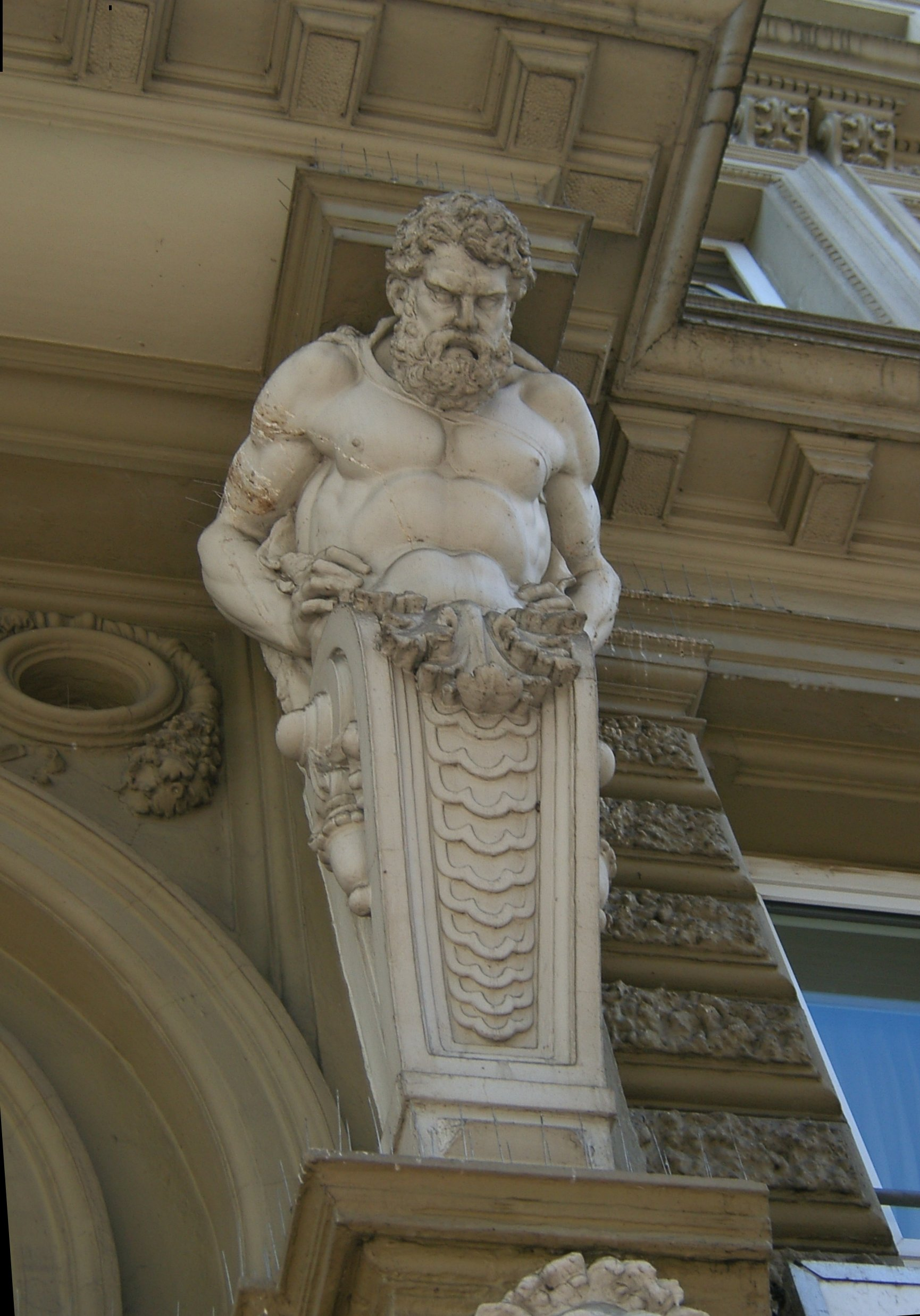
ハンブルクの聖ゲオルク地区にある教会のアトラス

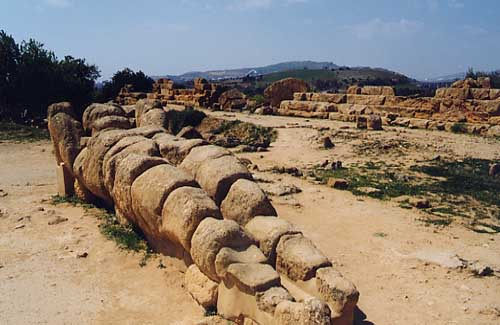
アグリジェントの現存する最古のアトラス（テラモーン）の1つ

ヨーロッパ建築におけるアトラス（atlas）とは、男性の彫刻を柱、橋台、付柱などに施したもの。アトラント (atlant)、アトランティード (atlantid) とも。複数形はアトランテス (atlantes)。日本語では男像柱と表記されることもある。古代ローマではテラモーンと呼ばれた。
これに先行して、古代ギリシアには女人像柱のカリアティードがあり、デルポイの宝物庫やアテネのエレクテイオンといった古い神殿に見られる。それらは通常イオニア式であり、神殿に祭られている女神との仲介役を表していた。
アトランテスは頭を前に突き出し、肩で上部の張り出した構造を支えている形状になっていることが多く、中には両腕も上に延ばして手も使って支えているものもある。
名称は、肩で永久に天空を支えさせられたというティーターン神族の1人アトラースに由来する。一方テラモーンという呼称は、アルゴナウタイに登場する英雄で大アイアースの父に由来する。
古代ローマの建築家ウィトルウィウスは著書の中でアトラスとカリアティードにも注目しており、ルネサンス建築にこれらが復活することに貢献した。

## 起源
アトラスに先行してカリアティードが存在しただけでなく、古代エジプトでも巨石から似たような彫像建築を作っていた。アトラスはマグナ・グラエキアで発生したとされており、南イタリアおよびシチリア島を古代ギリシア人が植民地化した後に生まれた。現存する最古のアトラスは、シチリア島アグリジェント（神殿の谷）のゼウス・オリンピア神殿にある。

## キリスト教建築におけるアトラス

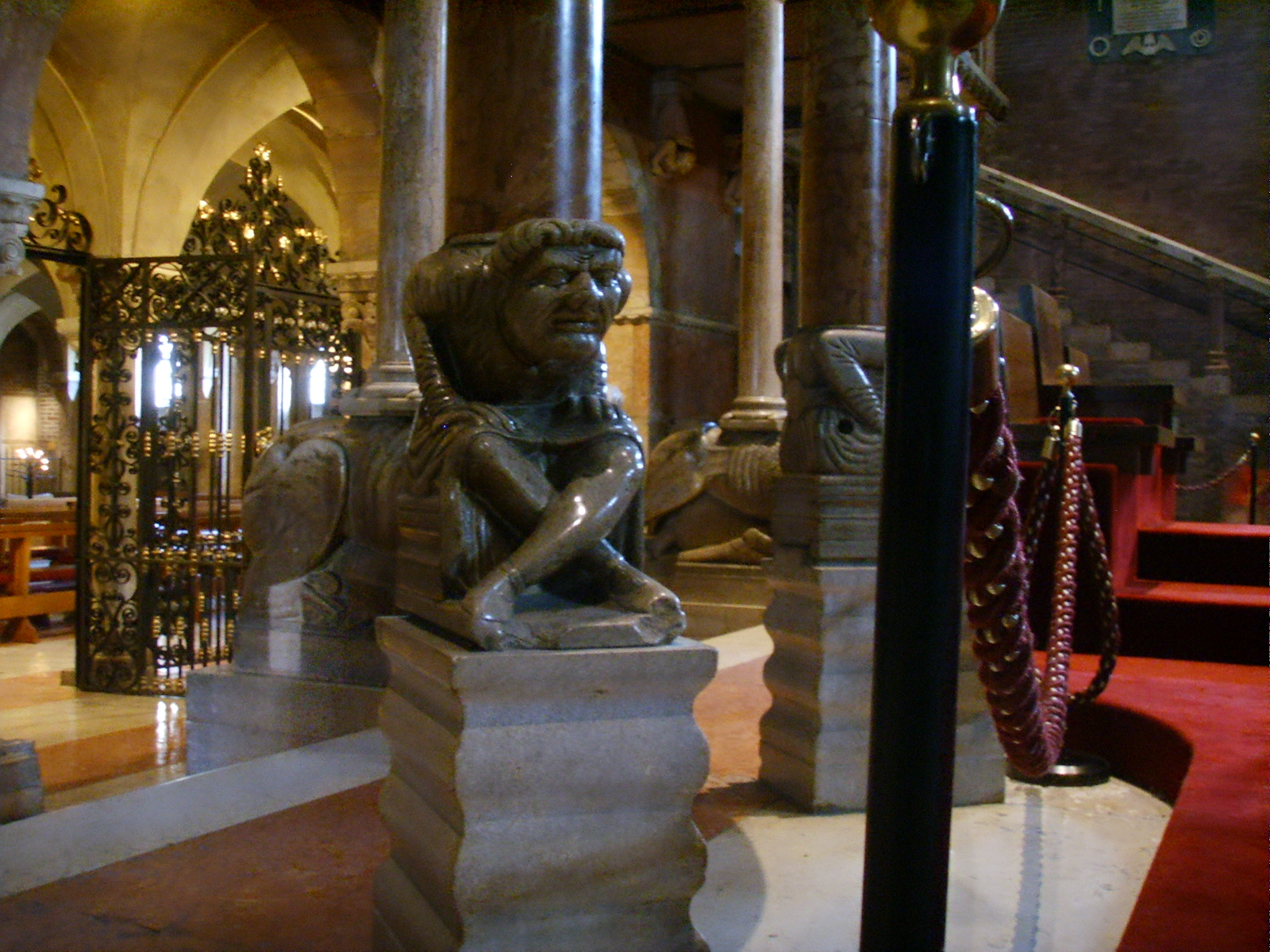
モデナ大聖堂のアトラス

中世キリスト教の聖堂建築にはギリシャ・ローマ建築から模倣たアトラスが見られる。ギリシャ・ローマ建築のアトラスには征服された民族を表象したものが多くあったが、紀元1000年代に流行したロマネスク様式の宗教建築におけるアトラスは、苦痛の表情と姿勢をとった男性をデフォルメ化した像となっている。これらのアトラスは、聖堂の重さを支えることで人類の原罪を贖う姿であり、労働を通しての贖罪と救済を表している。

## エルミタージュ美術館のアトランテス

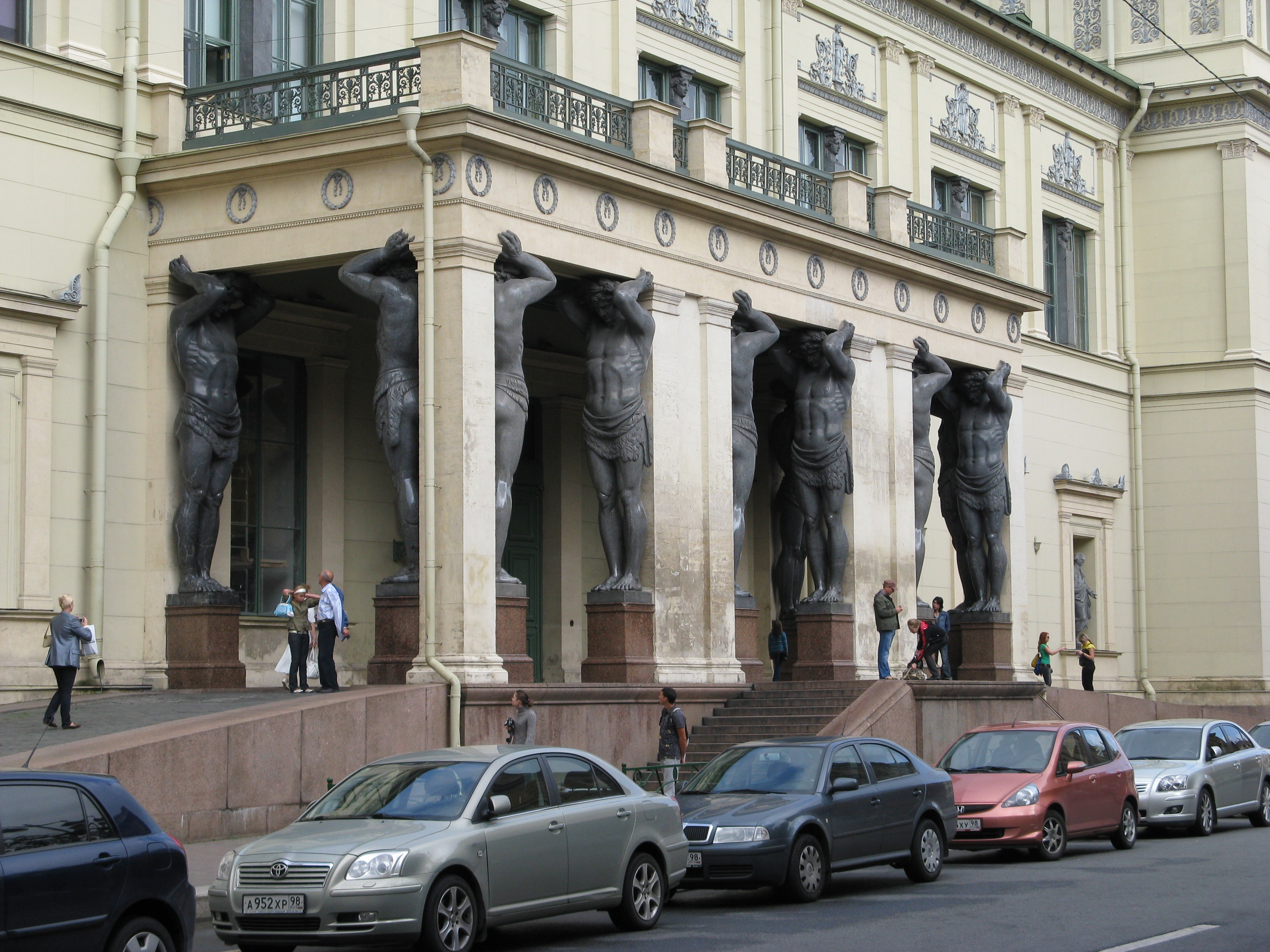
エルミタージュ美術館のアトランテス

18世紀から19世紀にかけて、古典建築が新古典主義建築として復活すると、多数の建物でギリシア風の壮麗なアトランテスが採用された。特にロシア皇帝ニコライ1世が建設させたエルミタージュ美術館では、玄関部分（ポルチコ）にアトラスとカリアティードの2案があり、アトラスが採用された。そのポルチコには10体の巨大（通常の人間の約3倍の身長）なアトランテスがあり、ソルタヴァラ産の花崗岩でできている。設計はレオ・フォン・クレンツェ、実際の彫刻は Alexander Terebenev が指揮し、100人の彫刻師と50人の助手が作業を行った。顔面の彫刻は主に Terebenev 自身が行った。アトラスとカリアティードの2案は1840年に提案されたが、彫像自体の設計は Terebenev が行った。アトランテスが完成し美術館のポルチコに設置されたのは、1848年9月1日のことである。設計者のレオ・フォン・クレンツェはこれらの彫像を褒め称え、古代エジプトの彫像にも優っているとした。彫像は真っ直ぐ立っており、手を頭の高さに上げて上部の構造を支える形になっている。

## 例
- サンタ・クローチェ聖堂（レッチェ）
- オメノーニの家（ミラノ）
- エルミタージュ美術館（サンクトペテルブルク）
- パヴィヨン・ド・ヴァンドーム（エクス＝アン＝プロヴァンス）
- サンスーシ宮殿（ポツダム）
- 神殿の谷（アグリジェント）